# پارک بولونی

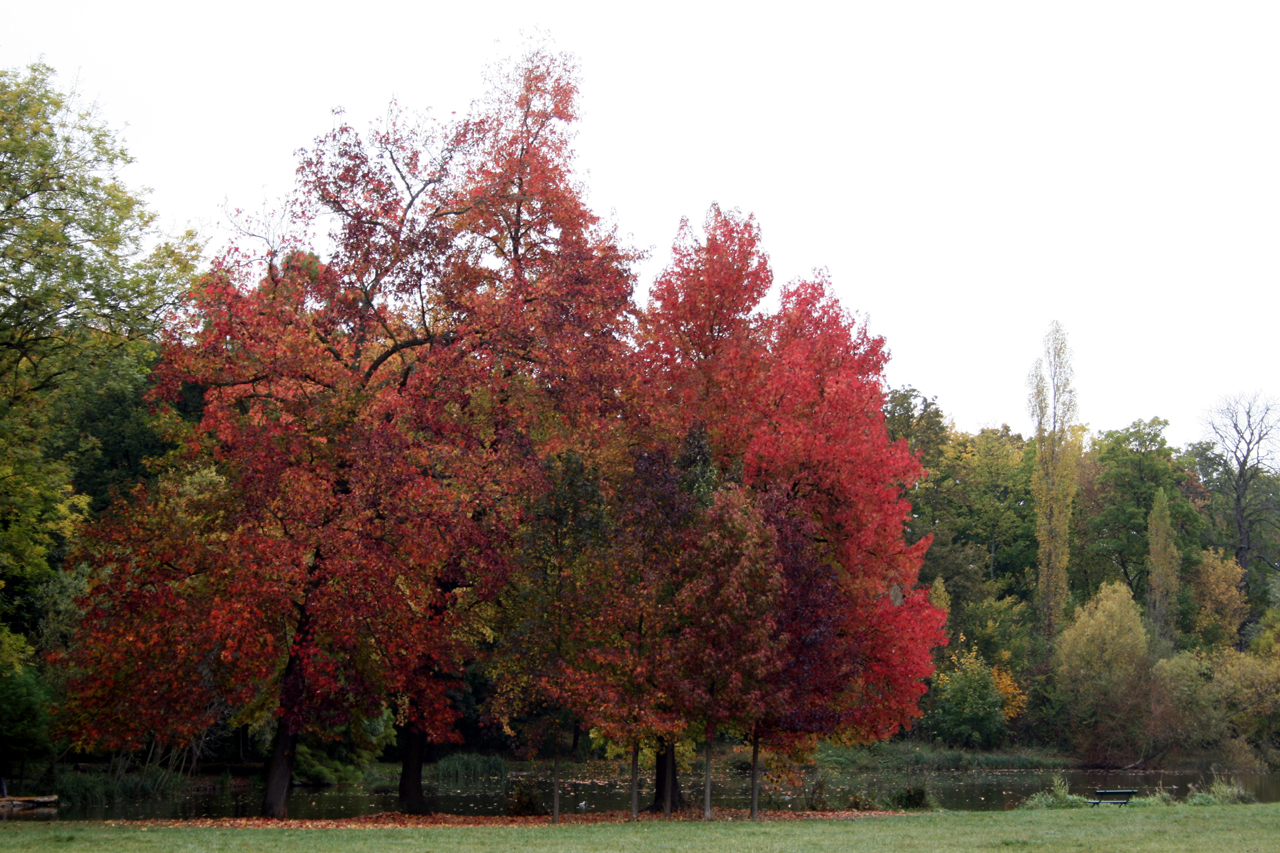
نمایی از پارک بولونی در پاییز

پارک بولونی (به فرانسوی: Bois de Boulogne) [bwa d(ə) bulɔɲ]: پارکی است که در حاشیه غربی منطقه ۱۶ پاریس و منطقه بولونی-بیانکور در حومه پاریس واقع شده‌است. این پارک دارای ۸٫۴۵۹ کیلومتر مربع وسعت بوده که ۲٫۵ برابر وسعت سنترال پارک نیویورک و ۳٫۳ برابر هاید پارک لندن است.
بخش شمالی این پارک نیز به شهربازی تحت عنوان باغ لاکلیماناسیون ختم می‌شود.

## نگارخانه

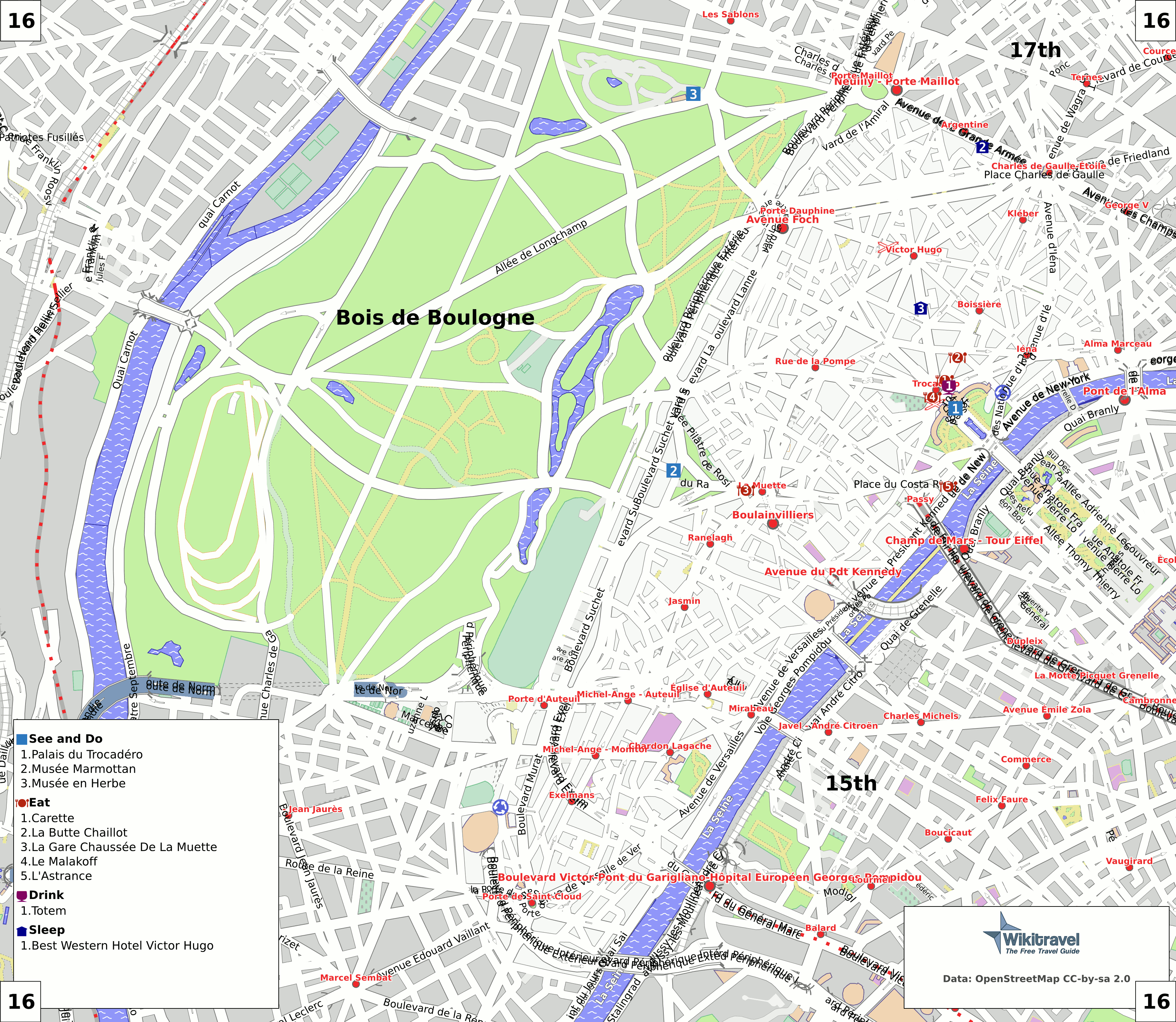
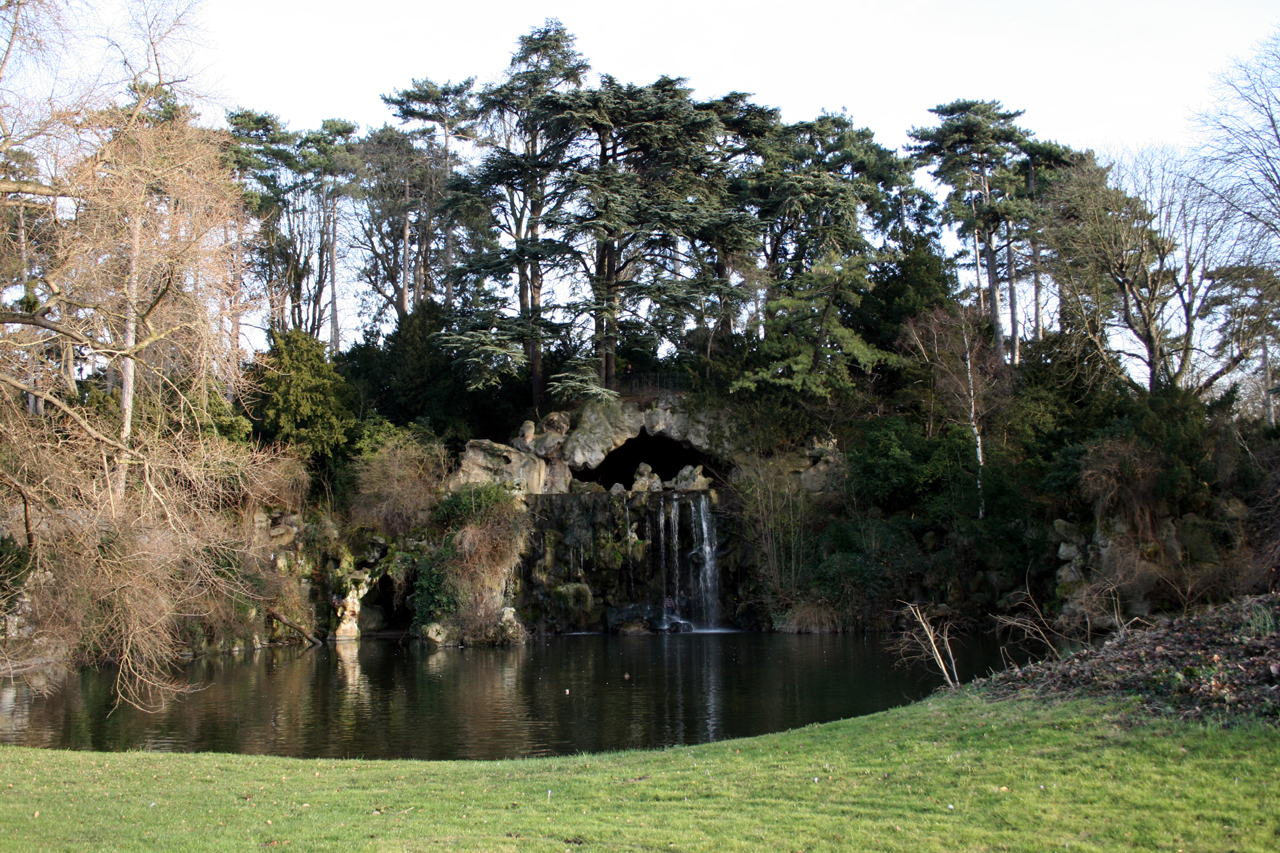
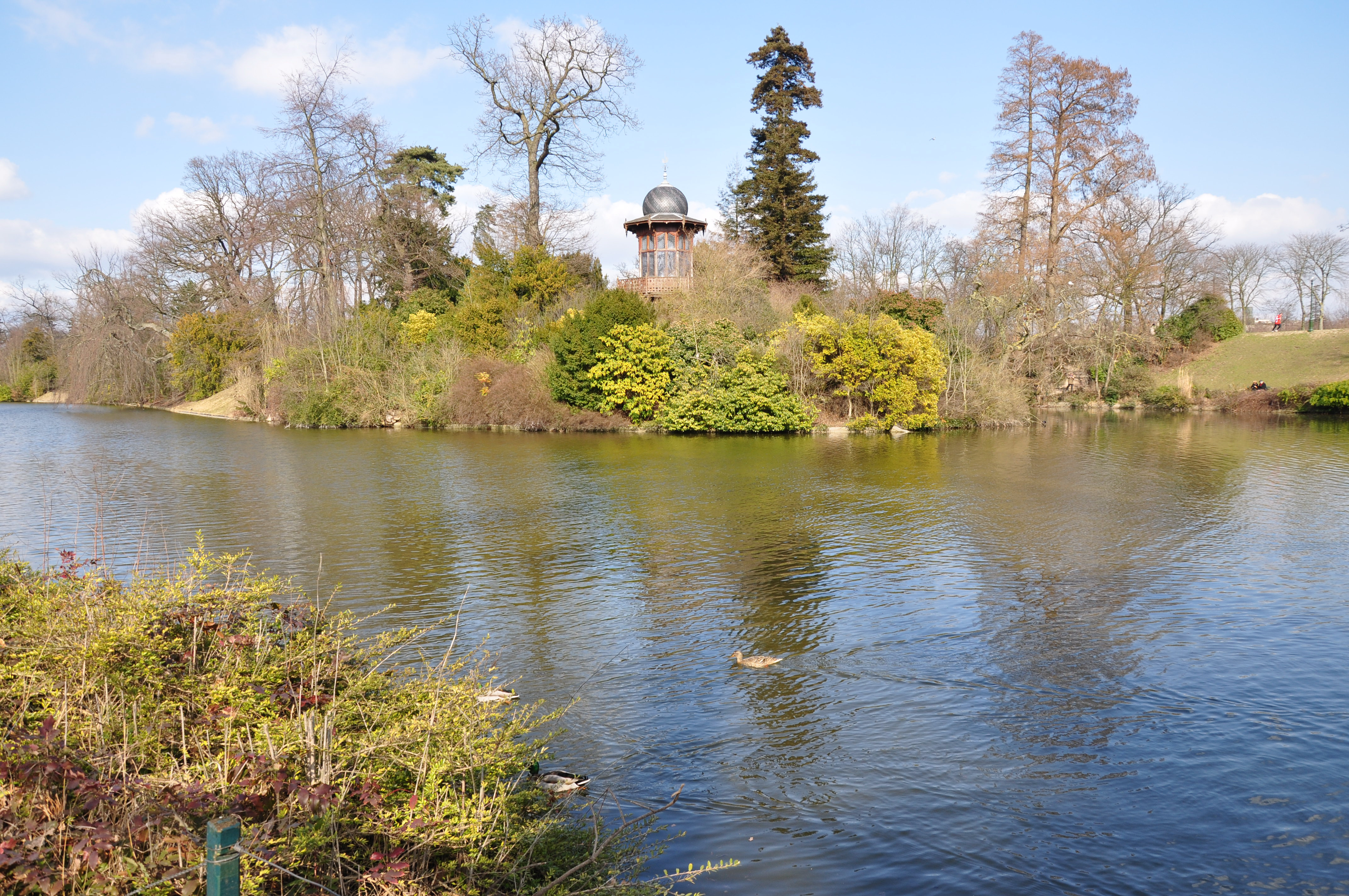
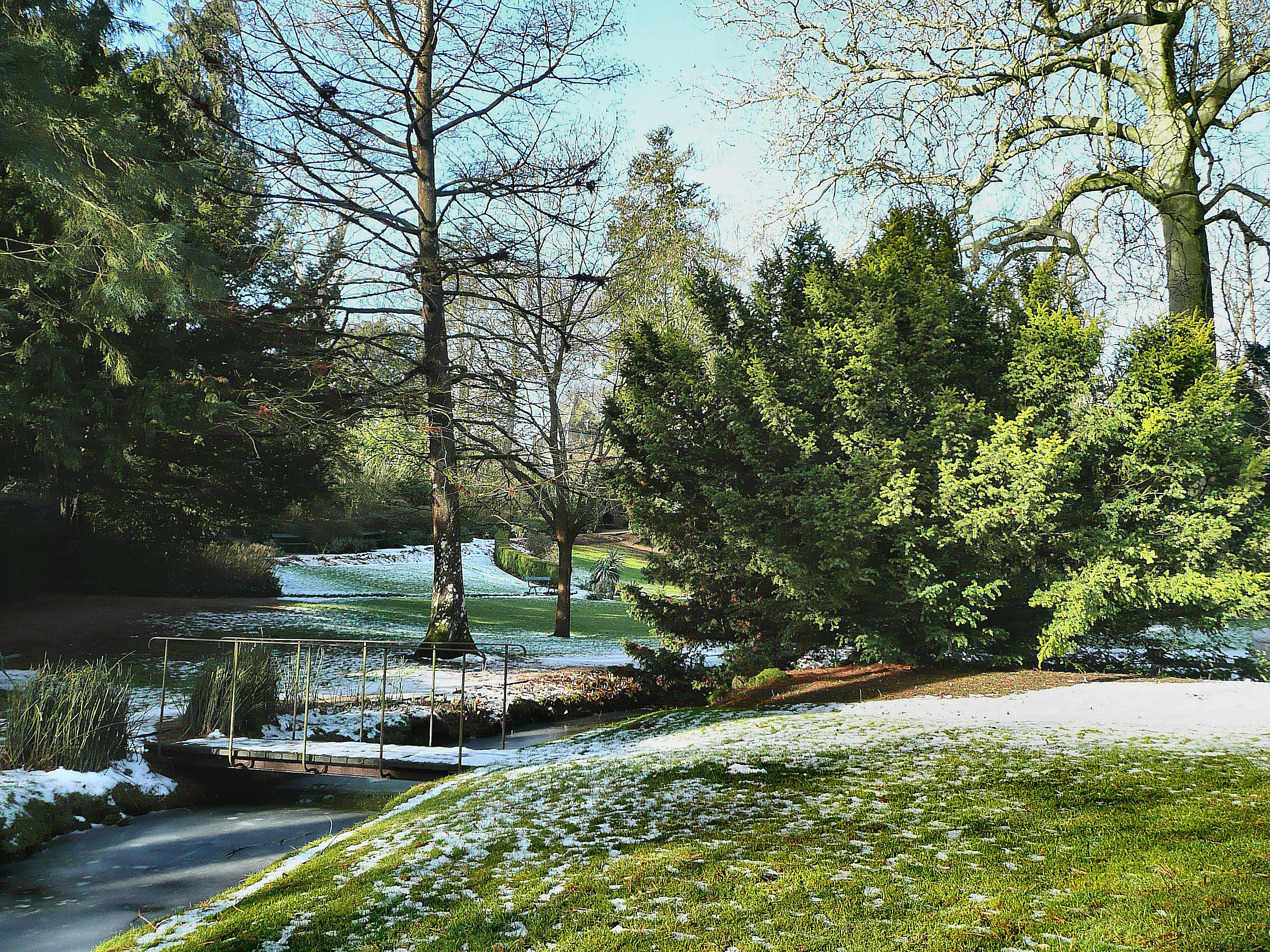
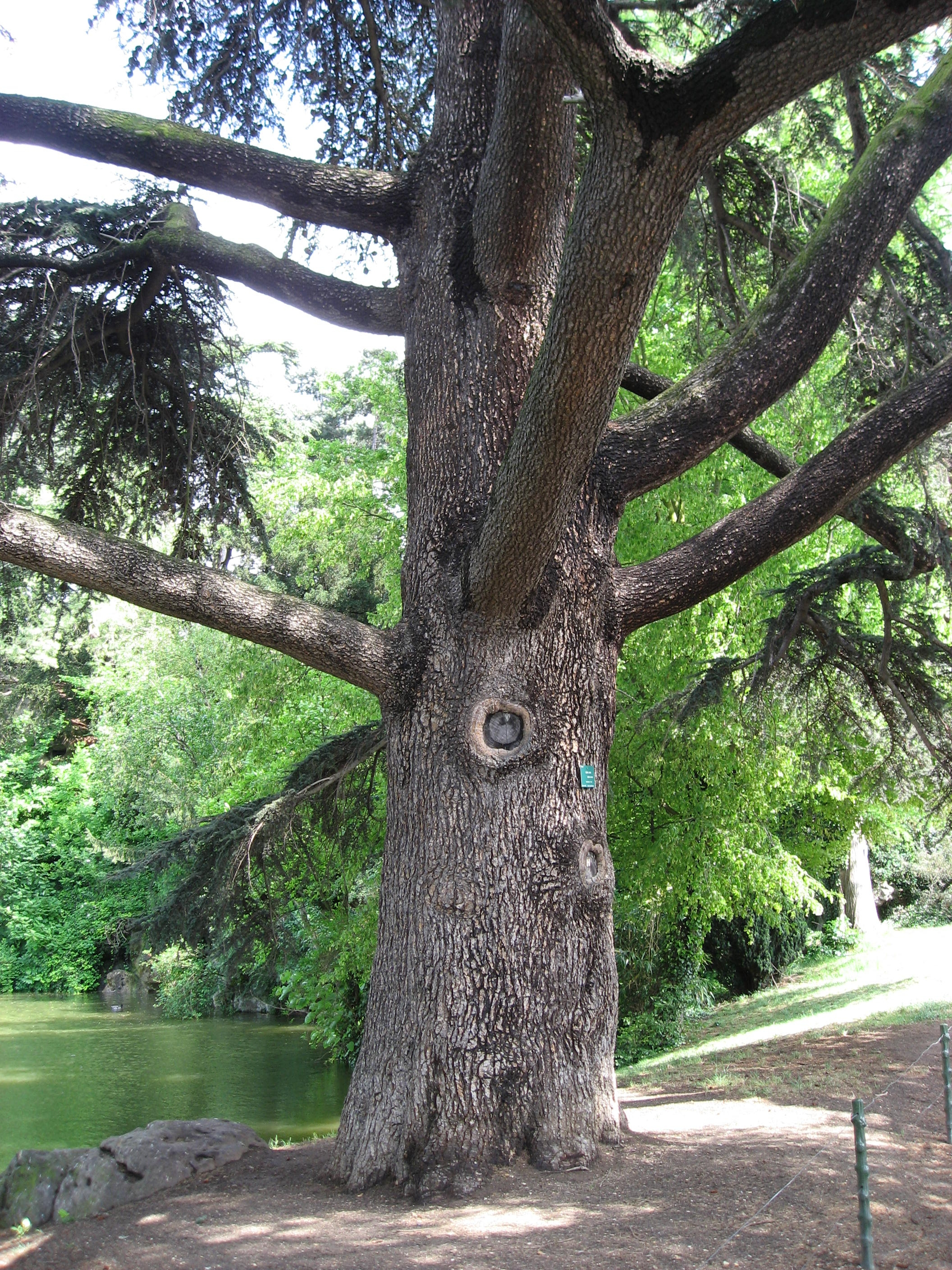
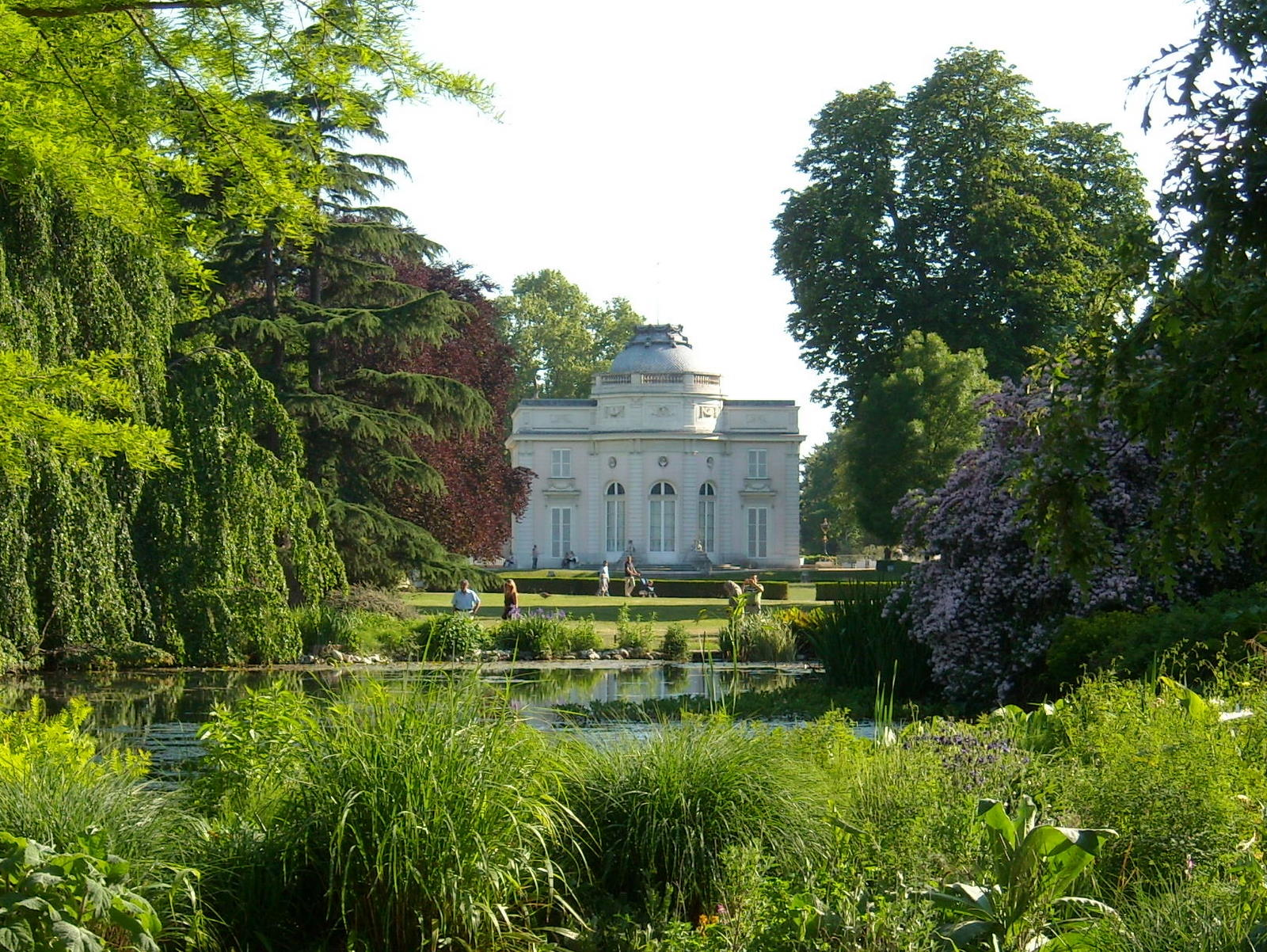
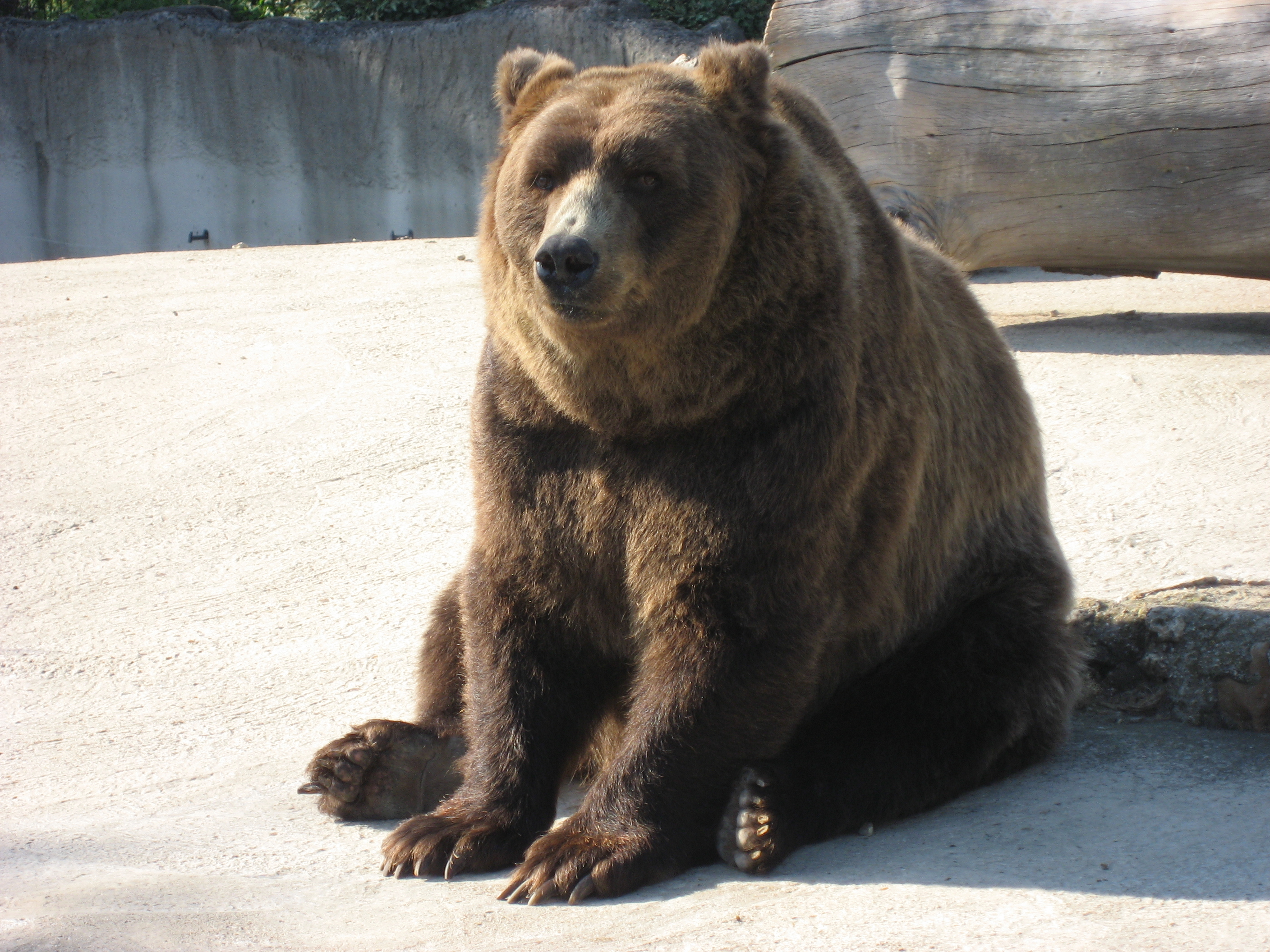
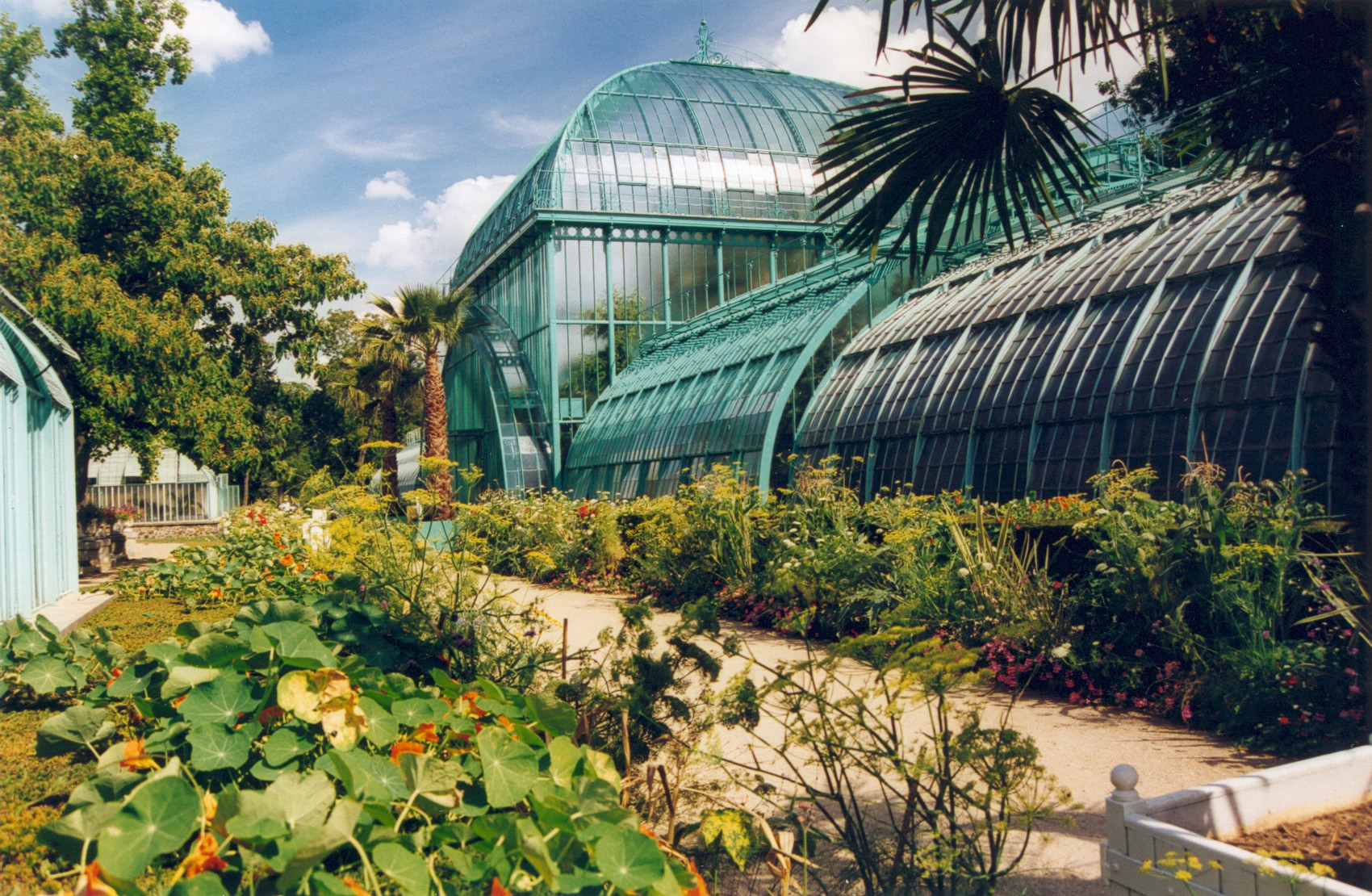
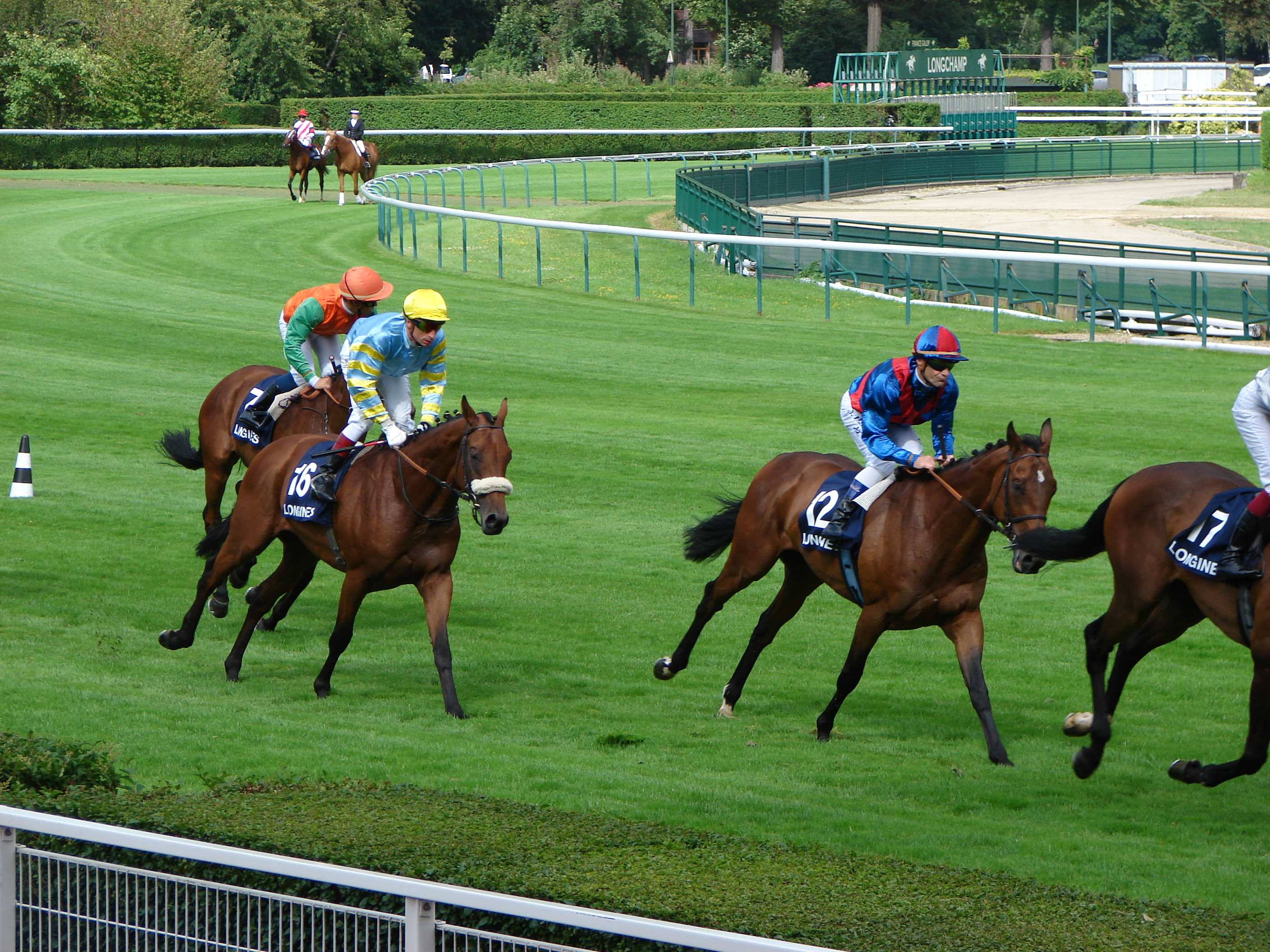
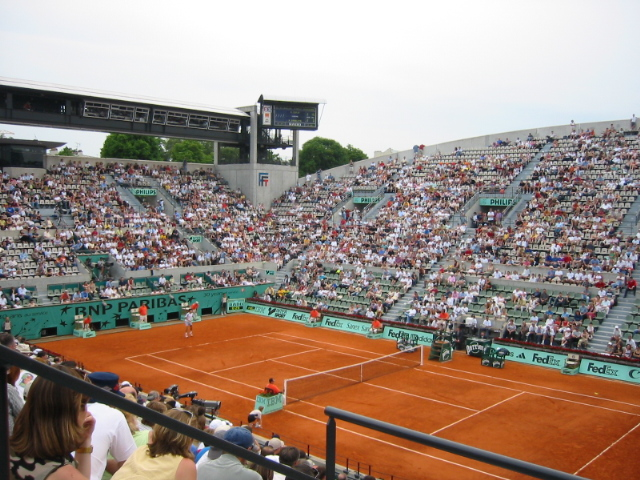